# Малые Дельки
Малые Дельки — деревня в Молоковском районе Тверской области.

## География
Находится в восточной части Тверской области на расстоянии приблизительно 6 км по прямой на северо-запад от районного центра поселка Молоково.

## История
Деревня была отмечена на карте 1984 года. До 2021 года входила в Молоковское сельское поселение до его упразднения.

## Население
Численность населения: 13 человек (русские 85 %) в 2002 году, 0 в 2010.